# Busia (Kenia)

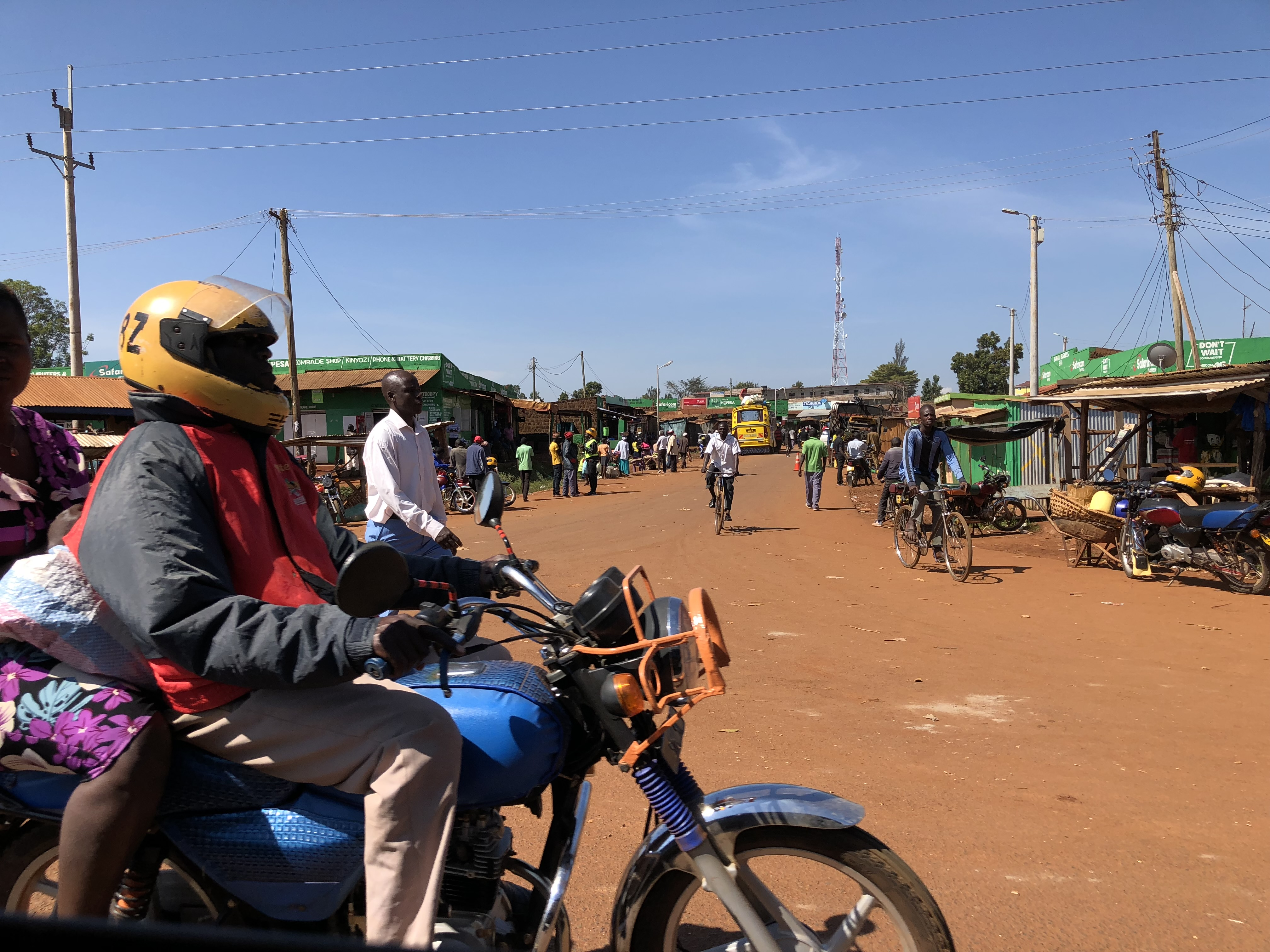
Busia im Jahr 2018

Busia ist die Hauptstadt des gleichnamigen Countys in Kenia. Die Stadt liegt direkt an der Grenze zu Uganda und dem dortigen Distrikt Busia.

## Infrastruktur
Busia verfügt über Wechselstuben, eine Bank, eine Leihbücherei, Restaurants, Bars und Hotels. Vom Busbahnhof aus fahren mehrmals täglich Busse unter anderem nach Bungoma, Kisumu und Nairobi. Neben dem Busia District Hospital befindet sich in der Stadt das Alupe Hospital. Die Diözese Bungoma der römisch-katholischen Kirche unterhält in Busia neben mehreren Schulen auch ein Altersheim.

## Persönlichkeiten
- Priscilla Tabunda (* 1989), Leichtathletin